# 日本ロマンス旅行
『日本ロマンス旅行』（にっぽんロマンスりょこう）は、新東宝が1959年（昭和34年）に製作・公開した、近江俊郎、石井輝男、中川信夫ら10人の監督による日本のオムニバス劇映画である。

## 略歴・概要
新東宝社長の大蔵貢の原作を岡戸利秋が脚色し、大蔵の実弟の歌手・近江俊郎が総監督の立場で、10篇のオムニバスをまとめた。日本の古今の歴史上の人物、架空の人物が登場する劇映画である。1959年（昭和34年）に製作され、同年6月19日に公開された。
ヴォードヴィリアンの由利徹と南利明が、新東宝を自らパロディにした「新東京映画」の「大楽所長」と「北田副所長」を演じ、『東海道中膝栗毛』の「弥次さん喜多さん」のような狂言回しとして、各篇を紹介する。舞台になるのは、定山渓、札幌、会津若松、下田、修善寺、京都、大阪、宮島、長崎、高知の10か所である。

この作品は新東宝の後身会社・国際放映が著作権などを新東宝から継承しておらず、2018年現在の権利保有者は不明である。

## エピソード
大蔵貢社長の「企画第一主義」と「安く早く」のモットーに則った製作体制だった。十話構成の内容で、一話を二日で撮り上げるという撮影日程だった。
空前の大ヒットとなった『明治天皇と日露大戦争』の二番煎じ、三番煎じ企画であり、すっかり「天皇役者」になってしまった嵐寛寿郎は本作で「仁徳天皇」役をつとめている。
アラカンの出番は中川信夫担当話だが、大蔵社長自らの企画だけに現場での意気込みも高く、撮影現場にたびたび介入。アラカンは「これも不敬に当たりますけど、アホらして演っておられまへん、大蔵はん撮影にやってくる、中川監督差し置いていちいちダメを出す。もう一人、総監督の近江俊郎はん、監督三人や」と撮影の様子を語っている。アラカンは「そもそも天皇・皇后の衣装は文献も何もおへん。これも高倉みゆき、スケスケ・ルックを着せよるんですわ」と呆れかえっている 。

## スタッフ・作品データ
- 監督 : 定山渓班 近江俊郎、札幌班 石井輝男、会津若松班 毛利正樹、下田班 小森白、修善寺班 小野田嘉幹、京都班 山田達雄、大阪班 中川信夫、宮島班 加戸野五郎、長崎班 土居通芳、高知班 曲谷守平
- 脚本 : 岡戸利秋
- 撮影 : 岩崎秀光
- 照明 : 守田芳彦
- 音楽 : 渡辺宙明
- 製作・原作 : 大蔵貢
- 企画 : 小野沢寛
- 製作 : 新東宝
- フォーマット : フジカラー - 新東宝スコープ（2.35:1） - モノラル録音

## キャスト
- 由利徹 - 大楽
- 南利明 - 北田
- 細川俊夫 - 黒田清隆
- ユセフ・オスマン - ウィリアム・クラーク博士
- 宇津井健 - 僧定山
- 大空真弓 - セトナ
- 御木本伸介 - ドカニ
- 並木一路 - アイヌの老人
- 伊達正三郎 - 篠田儀三郎
- 北沢典子 - 中野優子
- 若杉嘉津子 - 姉竹子
- 茂呂弘 - 林八十治
- 小松俊輔 - 永瀬勇次
- 浅見比呂志 - 石田和助
- 佐伯一彦 - 野村駒四郎
- 小畑絹子 - 唐人お吉
- 中村竜三郎 - 鶴松
- ユセフ・トルコ - ハリス
- 高田稔 - 伊佐新次郎
- 片岡彦三郎 - 源頼家
- 林寛 - 夜叉王
- 三ツ矢歌子 - 娘桂
- 星輝美 - 娘楓
- 明日香実 - 春彦
- 橋爪譲二 - 下田五郎
- 明智十三郎 - 織田信長
- 天知茂 - 明智光秀
- 和田桂之助 - 森蘭丸
- 小林重四郎 - 安田作兵衛
- 嵐寛寿郎 - 仁徳天皇
- 高倉みゆき - 皇后
- 坂東好太郎 - 重臣
- 畑爽 - 民衆のA
- 国創典 - 民衆のAの父
- 五月藤江 - 民衆のAの母
- 天城竜太郎 - 源義朝
- 舟橋元 - 平清盛
- 池内淳子 - 常盤御前
- 津路清子 - 常盤御前の母関屋
- 高倉みゆき - 蝶々夫人
- ロイ・ジェームス - ピンカートン
- ユセフ・ヘデイシャ - ピンカートンの妻
- 中島マリ - 子供
- 由利徹 - 定珍和尚
- 万里昌代 - おうま
- 菊地双三郎 - 岡っ引
- 三原葉子 - スチュアーデス
- 山村邦子 - スチュアーデス

## ギャラリー

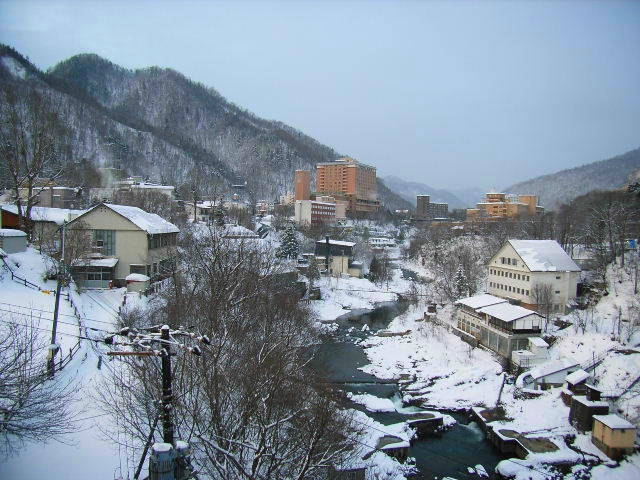
定山渓温泉。
クラーク博士。
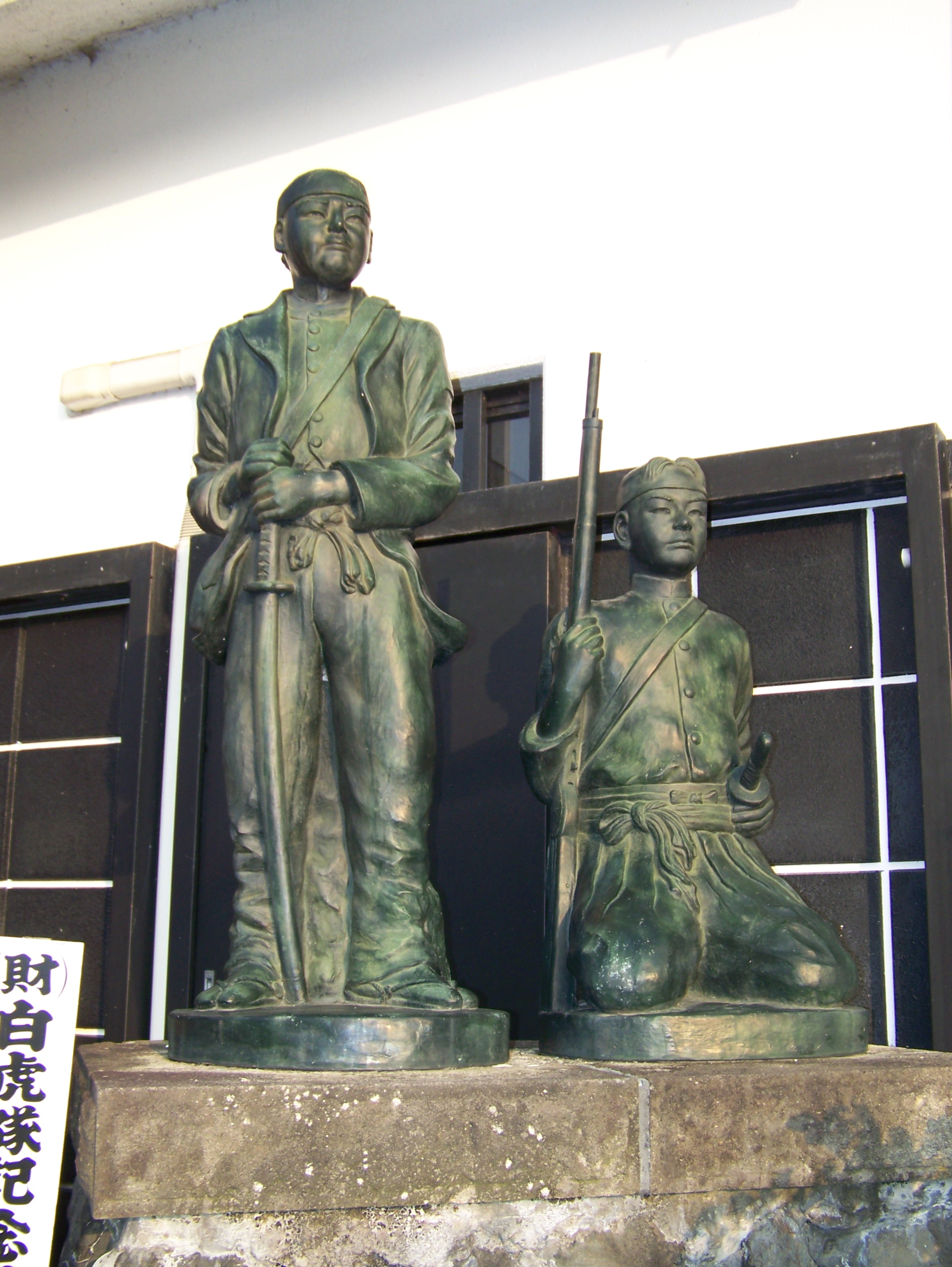
白虎隊。
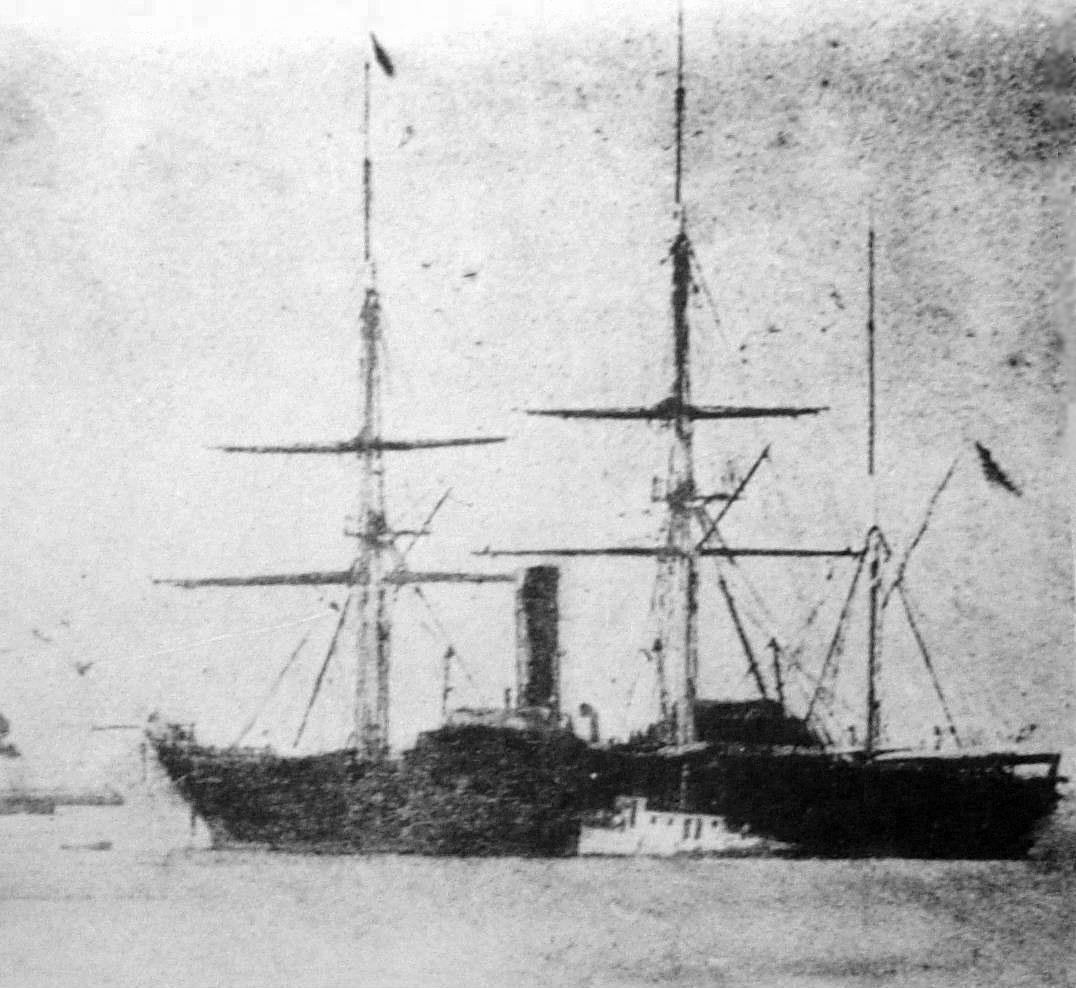
黒船来航。
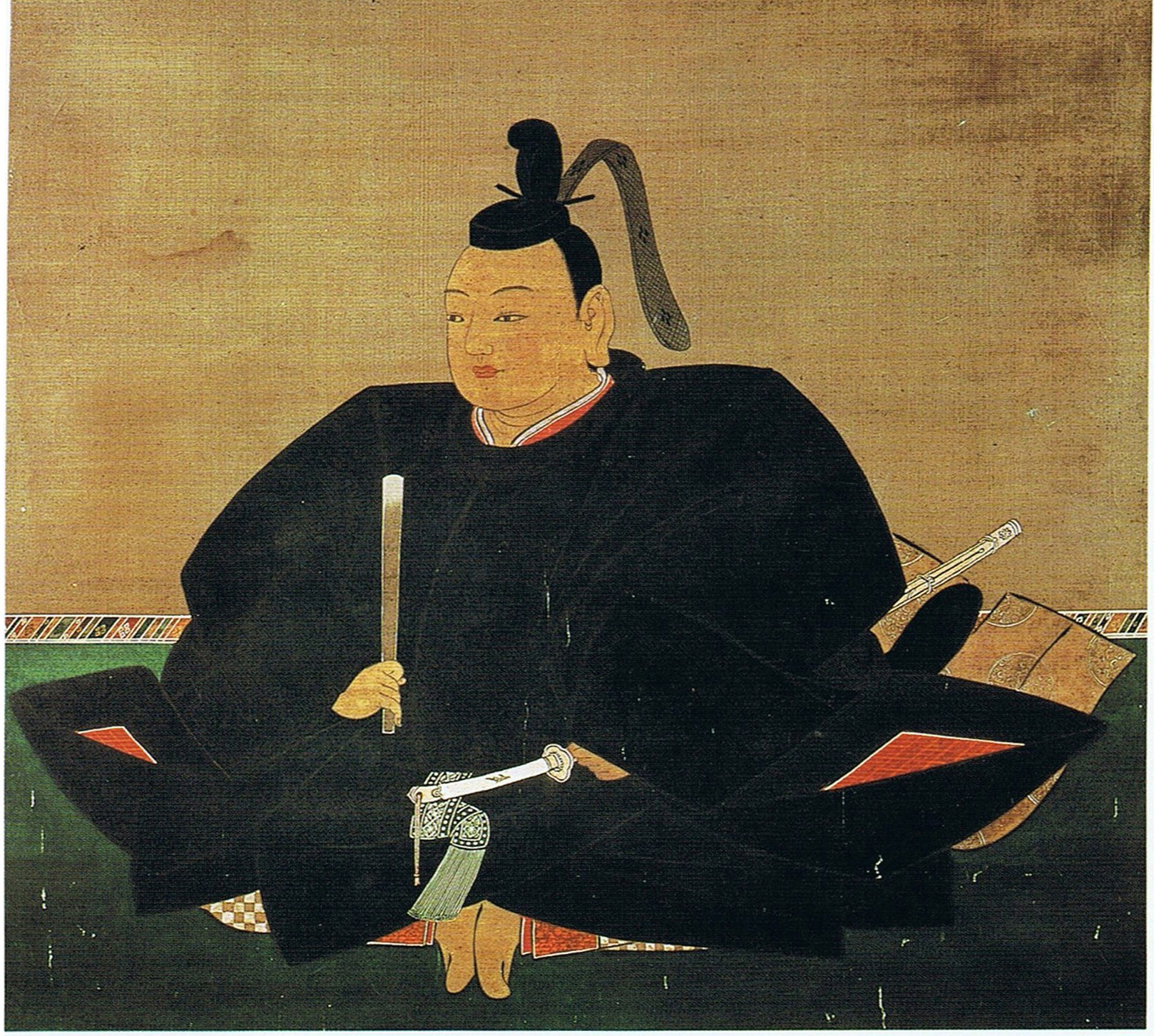
源頼家。
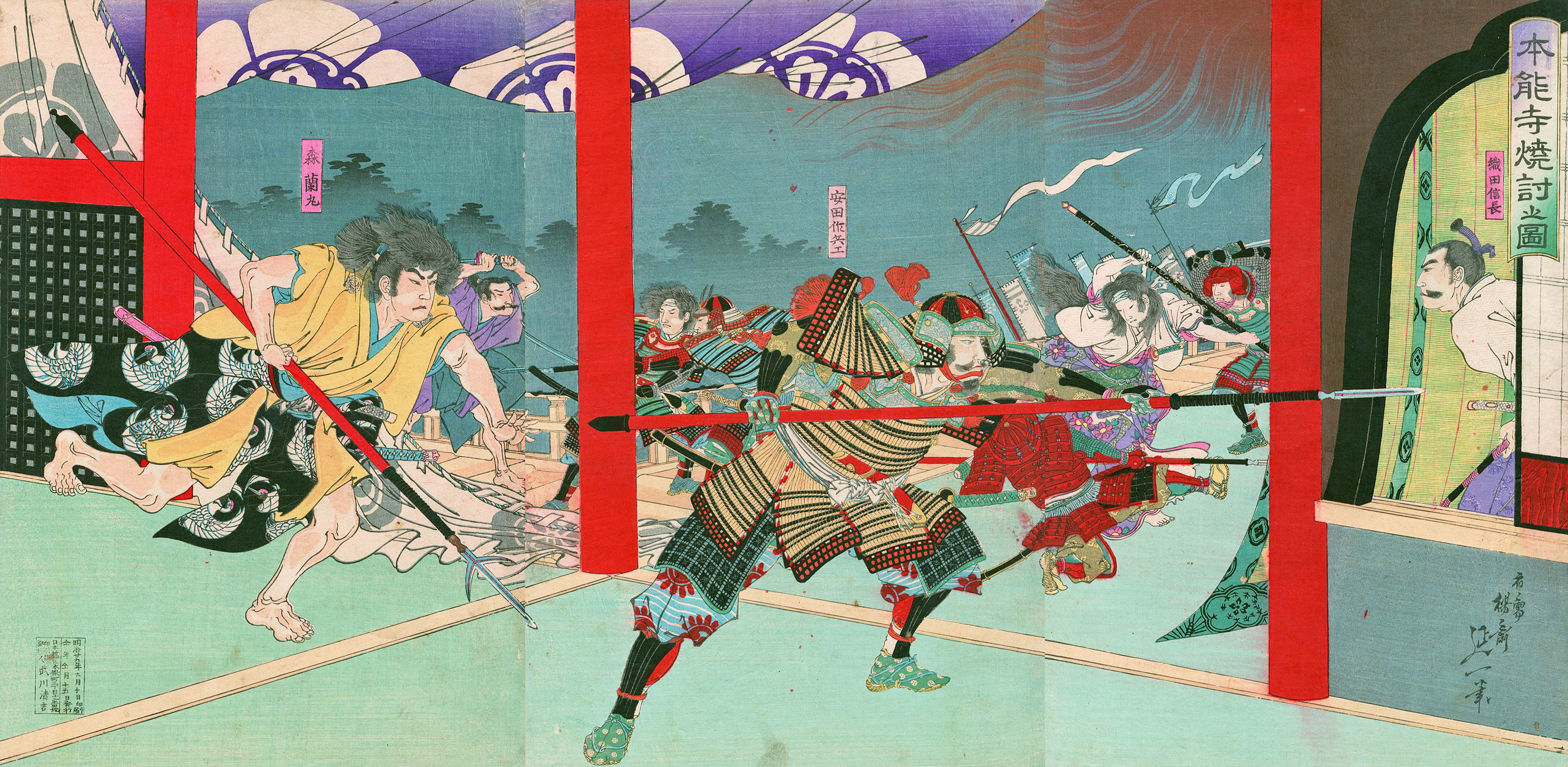
本能寺焼討之図。
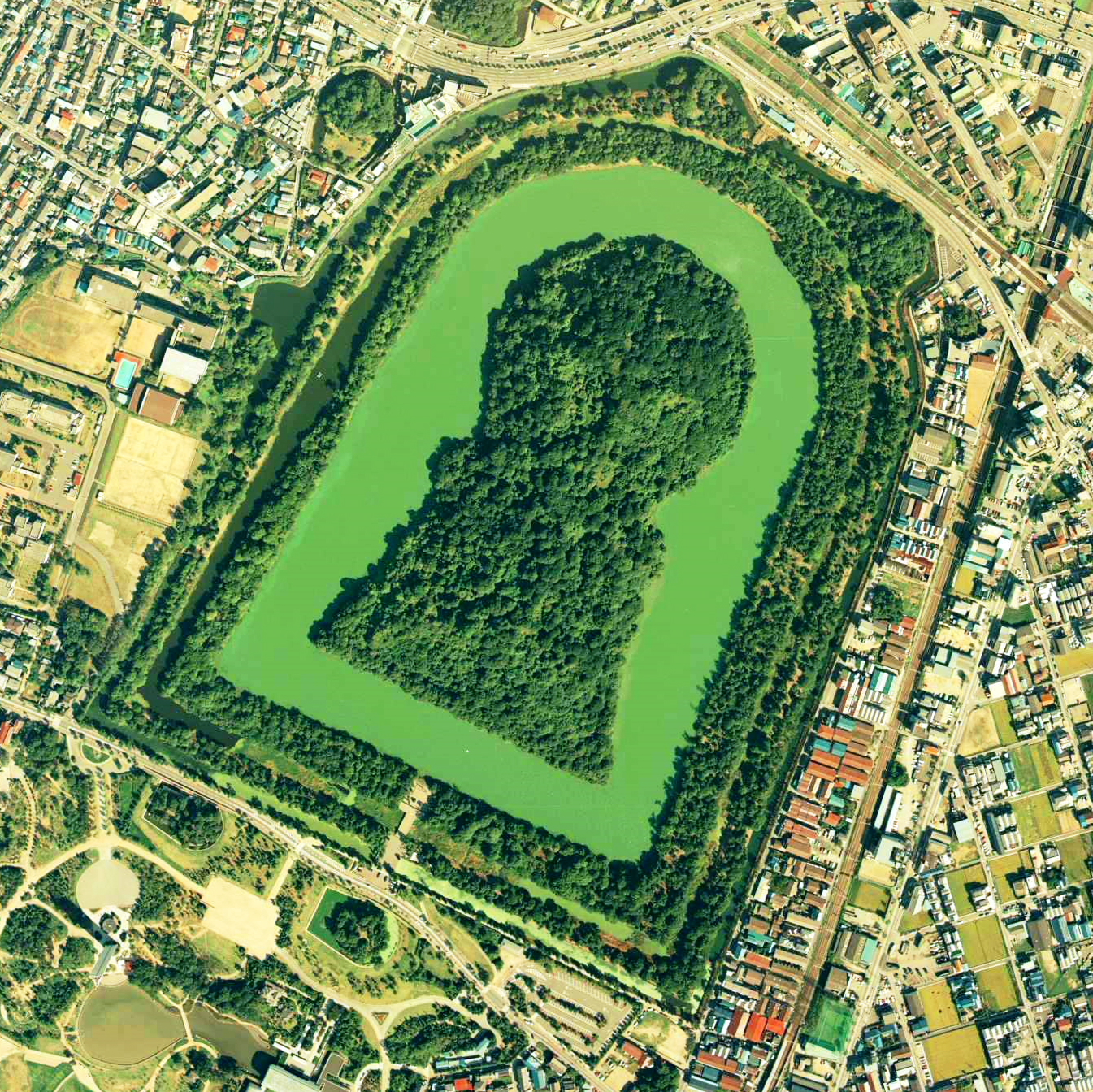
仁徳天皇陵。
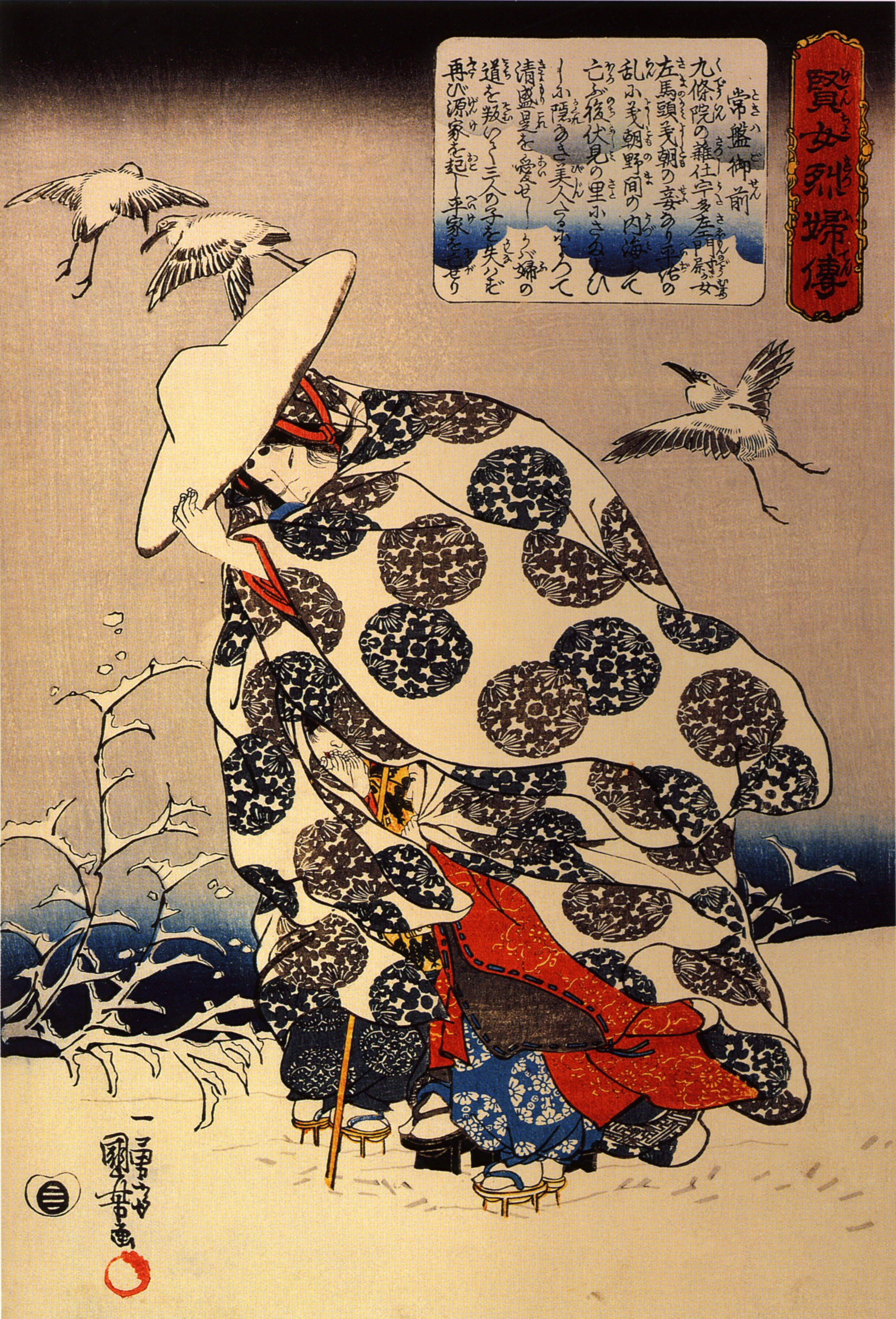
常盤御前。
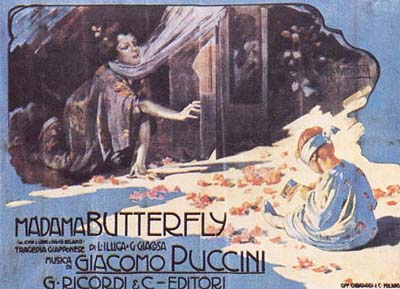
蝶々夫人。

## ストーリー
映画の始まりは、新東京映画俳優養成所。同養成所の大楽所長（由利徹）と北田副所長（南利明）が俳優志望の生徒たちを相手に、日本の代表的な物語のうち、10を選出して映画にし、全世界に発表すると言う。
定山渓
大楽所長と北田副所長がやってきたのは定山渓である。19世紀、アイヌの住む北海道にやってきた僧・美泉定山（宇津井健）をセトナ（大空真弓）は慕っている。ドカニ（御木本伸介）はセトナに恋する余り、定山を殺そうとするが、誤ってセトナの父を殺してしまう。定山とセトナは、この地に温泉を開発した。 ⇒ 定山渓温泉
札幌
「玄武丸」船上で、北海道長官黒田清隆（細川俊夫）とクラーク博士（ユセフ・オスマン）が話し合っている。黒田は、クラーク博士に札幌農学校の校長になってほしいと頼む。農学校に赴任したクラーク博士は、乱れきった学校を正した。クラーク博士が札幌を去る日、「少年よ大志を抱け」ということばを残した。
会津若松
会津戦争末期、会津若松の若松城は、すでに落城寸前である。飯盛山では、白虎隊の若者たちが自刃をしようとしている。婦女隊の中野優子（北沢典子）は、傷を負った兵隊の看護に夢中である。そのころ優子の許婚の篠田儀三郎（伊達正三郎）が、「優子殿、さらば！」と叫んで自刃して果てた。大楽所長と北田副所長は「これが昔のハイティーンのロマンスなのね」と感涙した。
下田
黒船来航である。伊豆国下田では、タウンゼント・ハリス（ユセフ・トルコ）がお吉（小畑絹子）を屋敷に呼ぶ。許婚の鶴松（中村竜三郎）は憤り悲しむ。 ⇒ 黒船 (山田耕筰)
修善寺
時代はぐっとさかのぼって13世紀である。夜叉王（林寛）は、彫った面があまりにも禍々しく、打ち毀そうとする。第2代将軍・源頼家（片岡彦三郎）は、その面を褒め、夜叉王の娘・桂（三ツ矢歌子）を側室に迎えた。やがて、頼家は修善寺に追放され、滅ぼされるのだった。
京都
大宝寺。織田信長（明智十三郎）が明智光秀（天知茂）を苛め抜く。信長の暴虐に耐えに耐えた光秀はついに下剋上を起こし、本能寺にいる信長を討ち取った。北田副所長は大楽所長に「部下をいじめてはいけませんよ」と言うと、大楽所長は「いじめられているから安心だ」とやり返す。 ⇒ 敵は本能寺にあり、本能寺の変
大阪
時代はさらにさかのぼって、3世紀の難波高津宮。仁徳天皇（嵐寛寿郎）は、都の高台に登り、民家の群れを見下ろして、かまどから煙が上がっているのを確認し、税金と貢物を3年間免除したことで、みな生き生きと生活できていることをよろこんだ。
宮島
12世紀。すでに平清盛（舟橋元）に殺された源義朝（天城竜太郎）の未亡人・常盤御前（池内淳子）は、牛若と乙若とともに捕らえられた。常盤御前は清盛に、自らと引き換えに、子どもたちを助けるよう懇願した。
長崎
20世紀初頭の長崎。恋人のアメリカ海軍士官ピンカートン（ロイ・ジェームス）が長崎に帰ってくる。蝶々夫人（高倉みゆき）は子ども（中島マリ）を抱いてよろこぶが、ピンカートンはなんと妻（ユセフ・ヘデイシャ）同伴であった。蝶々夫人は嘆き悲しみ自殺した。
高知
19世紀の土佐の高知の播磨屋橋である。定珍和尚（由利徹）は、還暦だというのにわずか18歳の町娘のおうま（万里昌代）と駆落ちした。かんざしを買うのだが、岡っ引（菊地双三郎）に捕縛された。
こうして、大楽・北田の「弥次さん喜多さん」道中も終わる。